# Бакиров, Михаил Максимович
Михаил Максимович Бакиров (7 ноября 1918, Яропольская волость, Московская область — 8 апреля 1944, Красноперекопский район, Крымская АССР) — капитан Рабоче-крестьянской Красной Армии, участник Великой Отечественной войны, Герой Советского Союза (1944).

## Биография
Михаил Бакиров родился 7 ноября 1918 года в деревне Услукино Волоколамского уезда Московской губернии в крестьянской семье. После окончания средней школы работал агентом по снабжению. В 1938 году был призван на службу в Рабоче-крестьянскую Красную Армию. В 1940 году окончил курсы младших лейтенантов при Киевском особом военного округе. С июня 1941 года — на фронтах Великой Отечественной войны. В 1942 году вступил в ВКП(б). К апрелю 1944 года гвардии капитан Бакиров командовал батальоном 9-го гвардейского стрелкового полка 3-й гвардейской стрелковой дивизии 2-й гвардейской армии 4-го Украинского фронта. Отличился в боях за освобождение Крыма.
8 апреля 1944 года батальон Бакирова первым ворвался в траншеи немецких войск у села Армянск Красноперекопского района Крымской области. Продолжая наступление, батальон принял участие в штурме второй линии траншей. В этом бою капитан Бакиров погиб. Похоронен в селе Перекоп того же района.
Указом Президиума Верховного Совета СССР от 16 мая 1944 года гвардии капитан Михаил Бакиров был удостоен высокого звания Героя Советского Союза с вручением ордена Ленина и медали «Золотая Звезда».
Был также награждён орденами Красного Знамени, Красной Звезды, Александра Невского и рядом медалей.